# Mistrzostwa Europy U-19 w futsalu 2025
Ten artykuł dotyczy przyszłego wydarzenia sportowego. Informacje w nim zawarte zmienią się w przyszłości.
IV Mistrzostwa Europy U-19 w futsalu 2025 (oficjalna nazwa: UEFA Under-19 Futsal Euro 2025) - czwarta edycja Mistrzostw Europy U-19 w futsalu organizowanego co dwa lata przez UEFA dla męskich drużyn U-19 futsalowych zrzeszonych z UEFA. Turniej odbędzie się na Chișinău Arena w Kiszyniowie, w stolicy Mołdawii w dniach od 28 września do 5 października 2025 roku. W turnieju weźmie udział 8 drużyn. W turnieju mogą wziąć udział zawodnicy urodzeni nie wcześniej niż 1 stycznia 2006 roku. Tytułu broni reprezentacja Portugalii. 

## Gospodarz
Gospodarza ogłoszono 24 września 2024 Ogłoszono, że IV edycja Mistrzostw Europy U-19 w futsalu odbędzie się w stolicy Mołdawii, Kiszyniowie. Jest to pierwszy turniej UEFA organizowany w Mołdawii

## Zakwalifikowane zespoły
Do finałowego turnieju zakwalifikowało się 8 drużyn. Oprócz Mołdawii, która miała zapewniony start jako gospodarz, 7 innych zespołów uzyskało kwalifikację poprzez eliminacje.
| Reprezentacja   | Sposób kwalifikacji | Ilość występów | Ostatni występ w ME U-19 | Najlepszy wynik w ME U-19 | Wynik |
| --------------- | ------------------- | -------------- | ------------------------ | ------------------------- | ----- |
| Mołdawia U-19   | gospodarz           | debiutant      | debiutant                | debiutant                 |       |
| Włochy U-19     | Zwycięzca Grupy 1   | 2              | 2023                     | Faza Grupowa (2022, 2023) |       |
| Hiszpania U-19  | Zwycięzca Grupy 2   | 3              | 2023                     | Mistrzostwo (2019, 2022)  |       |
| Portugalia U-19 | Zwycięzca Grupy 3   | 3              | 2023                     | Mistrzostwo (2023)        |       |
| Słowenia U-19   | Zwycięzca Grupy 4   | 1              | 2023                     | Półfinał (2023)           |       |
| Ukraina U-19    | Zwycięzca Grupy 5   | 3              | 2023                     | Półfinał (2022, 2023)     |       |
| Czechy U-19     | Zwycięzca Grupy 6   | debiutant      | debiutant                | debiutant                 |       |
| Turcja U-19     | Zwycięzca Grupy 7   | debiutant      | debiutant                | debiutant                 |       |

## Losowanie
Losowanie odbyło się w dniu do ustalenia. Będzie to losowanie otwarte, a więc bez podziału na koszyki. Osiem drużyn zostało rozlosowanych na dwie grupy po 4 drużyny każda. Reprezentacja Mołdawii została przypisana do pozycji A1.

## Hala
| Kiszyniów         | Mapa miast-gospodarzy |
| ----------------- | --------------------- |
| Chișinău Arena    | Kiszyniów             |
| Pojemność: 10 000 | Kiszyniów             |
|                   | Kiszyniów             |

## Kwalifikacje
Łącznie w eliminacjach weźmie udział 35 państw. Reprezentacja Mołdawii jako gospodarz udział ma zapewniony. Pozostałe 34 państwa walczą o 7 miejsc w turnieju. Proces kwalifikacji podzielony będzie na dwie rundy:
- Runda wstępna - 10 najniżej notowanych drużyn w rankingu UEFA zostało podzielonych na trzy grupy czterozespołowe lub trzyzespołowe, drużyny zagrały systemem każdy z każdym po jednym meczu w kraju wybranym wcześniej[4]. Zwycięzcy każdej z grup awansowali do Rundy Głównej. Mecze odbyły się pomiędzy 22 a 26 stycznia 2025 roku[4].
- Runda Główna - 25 pozostałych drużyn plus trzy drużyny z rundy wstępnej zostały podzielone na 7 grup po 4 drużyny, drużyny zagrają systemem każdy z każdym po jednym meczu w kraju wybranym wcześniej[4]. Zwycięzcy każdej z grup awansują do turnieju finałowego. Mecze odbędą się pomiędzy 25 a 30 marca 2025 roku[4].

Grupy zostały rozlosowane 31 października 2024 roku.

## Składy
Każda drużyna musi zgłosić skład 14 zawodników, z których co najmniej dwóch musi być bramkarzami.

## Faza grupowa
Za zwycięstwo przyznawane są trzy punkty, za remis jeden, o kolejności w grupie będzie decydować suma zdobytych punktów. Do półfinału awansują najlepsze drużyny z każdej z grup. Gdy dwie lub więcej drużyn uzyskają tę samą liczbę punktów (po rozegraniu wszystkich meczów w grupie), o kolejności decydują kryteria określone przez UEFA, kolejno:
1. Większa liczba punktów zdobytych w meczach pomiędzy tymi drużynami;
2. Lepszy bilans zdobytych i straconych bramek w meczach pomiędzy tymi drużynami;
3. Większa liczba bramek zdobytych pomiędzy tymi drużynami;
4. Jeżeli po zastosowaniu kryteriów 1-3 pozostają drużyny, dla których nie rozstrzygnięto kolejności, kryteria 1-3 powtarza się z udziałem tylko tych drużyn, jeżeli kolejność jest nierozstrzygnięta, stosuje się dalsze punkty;
5. Lepszy bilans zdobytych i straconych bramek w meczach w grupie;
6. Większa liczba bramek zdobytych we wszystkich meczach w grupie;
7. Jeśli w ostatniej kolejce fazy grupowej dwie drużyny zmierzą się ze sobą i każda z nich ma taką samą liczbę punktów, jak również taką samą liczbę zdobytych i straconych bramek, a mecz pomiędzy tymi drużynami zakończy się wynikiem remisowym, ustala się ich miejsce grupowe przez serię rzutów karnych. (Kryterium to nie jest stosowane, jeśli więcej niż dwie drużyny mają taką samą liczbę punktów.);
8. Klasyfikacja Fair Play turnieju finałowego (czerwona kartka = 3 punkty, żółta kartka = 1 punkt, wykluczenie za dwie żółte kartki w meczu = 3 punkty);
9. Współczynnik UEFA dla losowania rundy kwalifikacyjnej;
10. Losowanie;

Legenda do tabelek:
- Pkt – liczba punktów
- M – liczba meczów
- W – wygrane
- R – remisy
- P – porażki
- Br+ – bramki zdobyte
- Br− – bramki stracone
- +/− – różnica bramek
- G – gospodarz

|  | Awans do fazy pucharowej. |
|  | Odpadnięcie z turnieju.   |

### Grupa A
| Zespół          | Pkt | M | W | R | P | Br+ | Br- | +/- |
| --------------- | --- | - | - | - | - | --- | --- | --- |
| Mołdawia U-19   | 0   | 0 | 0 | 0 | 0 | 0   | 0   | 0   |
| Portugalia U-19 | 0   | 0 | 0 | 0 | 0 | 0   | 0   | 0   |
| Włochy U-19     | 0   | 0 | 0 | 0 | 0 | 0   | 0   | 0   |
| Ukraina U-19    | 0   | 0 | 0 | 0 | 0 | 0   | 0   | 0   |

| Mecz 3 28 września 2025 | Portugalia U-19 | – | Ukraina U-19 | Chișinău Arena, Kiszyniów |
|                         |                 |   |              |                           |

| Mecz 4 28 września 2025 | Mołdawia U-19 | – | Włochy U-19 | Chișinău Arena, Kiszyniów |
|                         |               |   |             |                           |

| Mecz 7 29 września 2025 | Portugalia U-19 | – | Włochy U-19 | Chișinău Arena, Kiszyniów |
|                         |                 |   |             |                           |

| Mecz 8 29 września 2025 | Ukraina U-19 | – | Mołdawia U-19 | Chișinău Arena, Kiszyniów |
|                         |              |   |               |                           |

| Mecz 11 1 października 2025 | Włochy U-19 | – | Ukraina U-19 | Chișinău Arena, Kiszyniów |
|                             |             |   |              |                           |

| Mecz 12 1 października 2025 | Mołdawia U-19 | – | Portugalia U-19 | Chișinău Arena, Kiszyniów |
|                             |               |   |                 |                           |

### Grupa B
| Zespół         | Pkt | M | W | R | P | Br+ | Br- | +/- |
| -------------- | --- | - | - | - | - | --- | --- | --- |
| Słowenia U-19  | 0   | 0 | 0 | 0 | 0 | 0   | 0   | 0   |
| Hiszpania U-19 | 0   | 0 | 0 | 0 | 0 | 0   | 0   | 0   |
| Turcja U-19    | 0   | 0 | 0 | 0 | 0 | 0   | 0   | 0   |
| Czechy U-19    | 0   | 0 | 0 | 0 | 0 | 0   | 0   | 0   |

| Mecz 1 28 września 2025 | Hiszpania U-19 | – | Czechy U-19 | Chișinău Arena, Kiszyniów |
|                         |                |   |             |                           |

| Mecz 2 28 września 2025 | Słowenia U-19 | – | Turcja U-19 | Chișinău Arena, Kiszyniów |
|                         |               |   |             |                           |

| Mecz 5 28 września 2025 | Hiszpania U-19 | – | Turcja U-19 | Chișinău Arena, Kiszyniów |
|                         |                |   |             |                           |

| Mecz 6 29 września 2025 | Czechy U-19 | – | Słowenia U-19 | Chișinău Arena, Kiszyniów |
|                         |             |   |               |                           |

| Mecz 9 1 października 2025 | Turcja U-19 | – | Czechy U-19 | Chișinău Arena, Kiszyniów |
|                            |             |   |             |                           |

| Mecz 10 1 października 2025 | Słowenia U-19 | – | Hiszpania U-19 | Chișinău Arena, Kiszyniów |
|                             |               |   |                |                           |

## Faza pucharowa
W półfinałach i finale w przypadku remisu zarządzana jest dogrywka, a w przypadku dalszego braku zwycięzcy seria rzutów karnych.
UWAGA! Wyniki w nawiasach to wyniki po rzutach karnych

### Drabinka
|  |                                |          |                                |  |  |       |       |       |
|  | Półfinał                       | Półfinał | Półfinał                       |  |  | Finał | Finał | Finał |
|  | Półfinał                       | Półfinał | Półfinał                       |  |  | Finał | Finał | Finał |
|  | 3 października 2025, Kiszyniów |          |                                |  |  |       |       |       |
|  |                                |          |                                |  |  |       |       |       |
|  | A1                             |          |                                |  |  |       |       |       |
|  |                                |          | 5 października 2025, Kiszyniów |  |  |       |       |       |
|  | B2                             |          |                                |  |  |       |       |       |
|  |                                |          | Zwycięzca meczu 13             |  |  |       |       |       |
|  | 3 października 2025, Kiszyniów |          |                                |  |  |       |       |       |
|  |                                |          | Zwycięzca meczu 14             |  |  |       |       |       |
|  | B1                             |          |                                |  |  |       |       |       |
|  |                                |          |                                |  |  |       |       |       |
|  | A2                             |          |                                |  |  |       |       |       |
|  |                                |          |                                |  |  |       |       |       |

### Półfinały
| Mecz 13 3 października 2025 | A1 | – | B2 | Chișinău Arena, Kiszyniów |
|                             |    |   |    |                           |

| Mecz 14 3 października 2025 | B1 | – | A2 | Chișinău Arena, Kiszyniów |
|                             |    |   |    |                           |

### Finał
| Mecz 15 5 października 2025 | Zwycięzca meczu 13 | – | Zwycięzca meczu 14 | Chișinău Arena, Kiszyniów |
|                             |                    |   |                    |                           |

## Klasyfikacja końcowa
| Miejsce                        | Reprezentacja | Punkty | M | Z | R | P | Bramki +/− | Bramki zdobyte |
| ------------------------------ | ------------- | ------ | - | - | - | - | ---------- | -------------- |
| Strefa medalowa                |               |        |   |   |   |   |            |                |
| złoto                          |               |        | 5 |   |   |   |            |                |
| srebro                         |               |        | 5 |   |   |   |            |                |
| brąz                           |               |        | 4 |   |   |   |            |                |
| brąz                           |               |        | 4 |   |   |   |            |                |
| Wyeliminowani w fazie grupowej |               |        |   |   |   |   |            |                |
| 5.                             |               |        | 3 |   |   |   |            |                |
| 6.                             |               |        | 3 |   |   |   |            |                |
| 7.                             |               |        | 3 |   |   |   |            |                |
| 8.                             |               |        | 3 |   |   |   |            |                |